# Hatch (ingénierie)
Hatch est une firme d'ingénierie fondée en 1955 par Gerald Hatch dont le siège social est situé à Mississauga en Ontario au Canada. La société multidisciplinaire internationale pratique principalement dans les secteurs des mines et métaux, des infrastructures et de l'énergie. Elle offre des services d'ingénierie, de consultation, de conception de technologie ou de développement de procédés ainsi que pour les services complets de réalisation de projet incluant la gestion de l'ingénierie, de l'approvisionnement et de la construction.

## Histoire
L’entreprise a été fondée par Gerald Gerry Hatch en 1955 comme filiale canadienne de la firme d'ingénierie WS Atkins & Patners,. Gerry Hatch obtient un baccalauréat en génie métallurgique à l’université McGill en 1944 et un doctorat au Massachusetts Institute of Technology en 1948. Gerry Hatch travaille quelques années comme directeur de la recherche chez Québec Fer et Titane (QIT) à Sorel avant de décider de former sa propre compagnie de génie-conseil. Le premier contrat majeur obtenu par la firme est la réalisation d’un tunnel dans la région de Toronto. À cette époque, le bureau à Toronto emploie seulement six employés. En 1958, Gerry Hatch devient président de la firme WS Atkins & Patners à Toronto. En 1964, Hatch rachète les parts de WS Atkins & Patners pour devenir Hatch Associates, une société détenue par les employés, et par la suite Hatch Limited. La maison mère de Hatch se situe à Mississauga en Ontario. En 1965, la compagnie compte 60 employés, en 1976, ce nombre augmente à 700. Aujourd'hui, la compagnie compte environ 9 000 employés à travers le monde. Depuis 2012, le président-directeur-général est John Bianchini.  
Hatch figure dans la liste des employeurs de choix au Canada selon Aon Hewitt de 2011 à 2015. Elle fait aussi partie du palmarès des sociétés les mieux gérées du Canada selon Deloitte depuis 2008. 
Hatch est également connu pour sa collaboration avec Mott MacDonald. La coentreprise nommée Hatch Mott MacDonald offre, pendant 20 ans, des services d’ingénierie principalement dans le domaine des infrastructures, mais aussi pour les installations d’eaux usées, de pétrole et de pipelines. Hatch Mott MacDonald regroupe 3 000 employés dans 77 bureaux au Canada et aux États-Unis. Ils se sont séparés au début de l’année 2016 pour former deux entreprises distinctes. La section canadienne s’est jointe au département d’infrastructure de Hatch tandis que la partie américaine s’est jointe à Mott MacDonald,.

## Organisation
Hatch a adopté une structure décentralisée, ce qui permet une grande mobilité des ingénieurs dans le monde. Elle compte environ 9 000 employés qui œuvrent dans plus de 150 pays. Hatch est une société d’actions qui appartient aux employés. 
Hatch est divisé selon cinq grandes régions géographiques dont chacune relève d’un bureau-chef différent soit : 
- Ouest de l’Amérique du Nord : Mississauga
- Est de l’Amérique du Nord : Montréal
- Amérique du Sud : Santiago
- Afrique, Europe et Moyen Orient : Johannesburg
- Australie et Asie : Brisbane

Chaque région compte ensuite de nombreux bureaux afin d'être à proximité des clients.

## Hatch au Québec
Hatch est présent au Québec depuis 1958. Les principales activités se déroulent au bureau de la place Ville-Marie à Montréal qui accueille environ 800 ingénieurs. Stéphane Raymond occupe les rôles de directeur général du bureau de Montréal et de responsable de la région de l’est de l’Amérique du Nord. Il est aussi le directeur mondial du département de contrôle et automatisation.
Il existe plusieurs bureaux satellites permettant de mieux desservir les différents clients. 
La présence de Hatch dans les secteurs du transport, des infrastructures et du génie civil au Québec est moins importante dû à la présence de grandes firmes telles que Genivar (WSP aujourd’hui), SNC-Lavalin (RealAtkins aujourd’hui) et Dessau (Stantec aujourd’hui) solidement implantées dans le milieu. Ces firmes ont d’ailleurs été accusées de corruption lors du scandale de 2013. Hatch a donc profité de la situation changeante dans l’attribution des contrats et du contexte d’accusations dû à la commission Charbonneau pour faire sa place,.     
Le bureau de Montréal a développé une expertise dans le domaine de l’aluminium en travaillant dans les différentes alumineries du Québec. Le centre d’excellence mondial en aluminium est localisé à Montréal. Les projets de nouvelles alumineries et de modernisation dans le monde se déroulent avec les ingénieurs du Québec. En 2014, la coentreprise Hatch et SNC-Lavalin remporte le prix du projet de l'année de l'institut Project Management Institute (PMI) pour la réalisation du projet AP60 de Rio Tinto Alcan. Il s'agit de la construction d'une nouvelle aluminerie utilisant la technologie d'électrolyse AP60.